# Индустријска зона Вја Пер Бицароне (Комо)
Индустријска зона Вја Пер Бицароне је насеље у Италији у округу Комо, региону Ломбардија.
Према процени из 2011. у насељу је живело 35 становника. Насеље се налази на надморској висини од 385 м.